# Heckler & Koch G36
Heckler & Koch G36 je útočná puška německé výroby vyráběná firmou Heckler & Koch.
Navržena byla v roce 1990 jako náhrada za pušku G3. Projekt se nazýval HK 50. V roce 1995 byla zařazena jako služební puška do výzbroje německé armády (Bundeswehr). Dnes je používána mnoha jinými armádami (hlavně speciálními jednotkami) a policejními sbory nejen v Evropě, ale i v Americe.
G36 má tělo vytvořeno z polymerů zpevněných ocelovými pláty. Má zabudovanou optiku s 1,5- nebo 3násobným přiblížením a sklopnou pažbu. Dá se různě modifikovat, dají se připevnit různé svítilny, puškohledy, kolimátory, laserové zaměřování. Dále se dá namontovat granátomet Heckler & Koch AG36 a dá se použít bajonet z AK-74. Zásobník je z průhledného plastu, a tak je možno kontrolovat počet nábojů. Na zásobníku jsou též výstupky, určené ke spojování zásobníků, bez nutnosti použití svorek. Zásobníkovou šachtu lze vyměnit za novou šachtu, která je určena pro zásobníky STANAG.
Ráže každé G36 (u ráže na variantách nezáleží) je 5,56mm. Délka standardní G36 (s rozloženou pažbou) je 998 mm, G36K - 858 mm a G36C 720 mm. Délka hlavně G36 - 480 mm, G36K - 320 mm a G36C - 228 mm. Hmotnost zbraně bez zásobníku je 3,6kg (G36), 3,3 kg (G36K), 2,8 kg (G36C). Hmotnost schránkového zásobníku je 130 g (všechny varianty) a bubnového zásobníku 900 g (také všechny varianty).

## Problémy se zahříváním
22. dubna 2015 bylo rozhodnuto o budoucím vyřazení této zbraně z výzbroje německé armády. Důvodem je prokazatelné extrémní zhoršení přesnosti střelby při zahřátí zbraně během déle trvajících přestřelek. V lednu 2023 byl jako její nástupce v roli standardní útočné pušky Bundeswehru vybrán typ G95A1.

## Varianty
- G36 - standardní verze
- G36K (Kurz) - zkrácená verze, karabina
- G36C (Compact) - kompaktní verze pro speciální jednotky - nejkratší
- MG36 (Maschinengewehr) - lehký kulomet
- G36 (AG36) - standardní G36 s granátometem
- G36V (Variant) - Známější také jako G36E (Export), od klasické G36 se liší integrovaným zaměřovačem a nástavcem pro bajonet

Kromě toho byly zkonstruovány zbraně odvozené od G36 - SL8 a SL9. Na designu G36 je založená i puška XM8 vyvíjená ve spolupráci americké armády a firmy Heckler & Koch.